# しぐれに
しぐれには、ニッポン放送で毎年クリスマスに行われているラジオ・チャリティー・ミュージックソンにおいて、2002年に期間限定で結成されたコーラスグループ。

## 概要
2002年に当時放送されていた西川貴教のallnightnippon SUPER!のパーソナリティーだった、西川貴教が同番組が放送されていた火曜日にニッポン放送で放送されていたグローバーのウラナイ!・土屋礼央の@llnightnippon.com・SHOGOのallnightnippon-rのパーソナリティー3人に呼びかけたのが始まりである（ちなみに、この年のラジオ・チャリティー・ミュージクソンは西川が尊敬する児玉清がパーソナリティだったため、この企画が実現したものでもある）。イベント終了後も、2005年3月にはプライベートで飲み会を行ったり、メンバー全員の番組が終了するまでに何度もお互いの番組にゲスト出演するなど、交流が続いた。2009年8月8日、西川のバンドabingdon boys school主催のライブイベント「MATCH UP '09 -SUMMER SERIES-」にそれぞれのバンドが出演。初めてのしぐれにライブが実現した。

## メンバー
- SHOGO　(175R)
- グローバー義和　(Jackson vibe)
- 土屋礼央　(RAGFAIR、ズボンドズボン)
- 西川貴教　(T.M.Revolution、abingdon boys school)

※グループ名は煮物料理の時雨煮にちなんで各メンバーの頭文字から取って付けられた。

## その他
2011年3月11日に発生した東日本大震災の被災地の救援に際し、西川が発足させた救援プロジェクト「STAND UP!JAPAN 2011」のチャリティー活動に伴う生放送（ニコニコ生放送、GYAO!で同年4月2日に放送)の際に、西川がTwitterで呼びかけをしたことで、再度4人がこの生放送のために集結。これまでラジオでは幾度となく共演してきたが、映像による生番組での共演は今回が初めてとなった。